# Projektilmagasinet
Projektilmagasinet ligger på Torvet i Frederiksværk, i umiddelbar tilknytning til Arsenalet. Den lille magasinbygning er opført samtidig med Arsenalet omkring år 1800. Som navnet antyder, har husets oprindelige funktion sikkert været opbevaring først og fremmest af projektiler, kugler og granater – men også fængrør, lunter, tændstikker og andre mindre sager til brug for Det Kongelige Artillerikorps.
Projektilmagasinet er en del af Industrimuseet Frederiks Værk.

## Ekstern henvisning
- Industrimuseet Frederiks Værk/Projektilmagasinet Arkiveret 15. januar 2010 hos  Wayback Machine

55°58′21.35″N 12°1′23.09″Ø / 55.9725972°N 12.0230806°Ø